# Cantone di Écos
Il Cantone di Écos era una divisione amministrativa dell'arrondissement di Les Andelys.
A seguito della riforma approvata con decreto del 25 febbraio 2014, che ha avuto attuazione dopo le elezioni dipartimentali del 2015, è stato soppresso.

## Composizione
Comprendeva i comuni di
- Berthenonville
- Bois-Jérôme-Saint-Ouen
- Bus-Saint-Rémy
- Cahaignes
- Cantiers
- Château-sur-Epte
- Civières
- Dampsmesnil
- Écos
- Fontenay
- Forêt-la-Folie
- Fourges
- Fours-en-Vexin
- Gasny
- Giverny
- Guitry
- Heubécourt-Haricourt
- Mézières-en-Vexin
- Panilleuse
- Pressagny-l'Orgueilleux
- Sainte-Geneviève-lès-Gasny
- Tilly
- Tourny